# Mszar

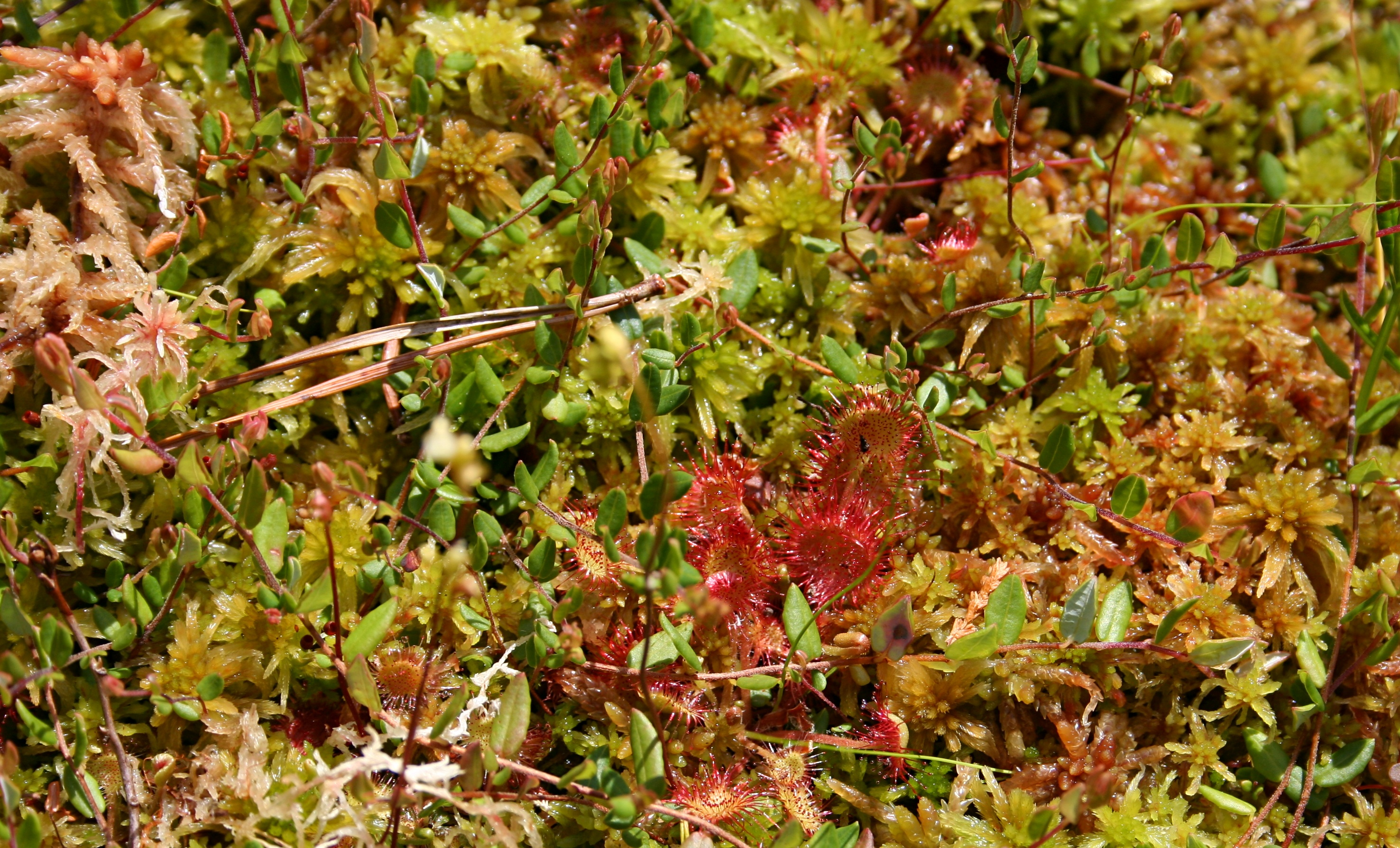
Mszar torfowcowy z rosiczką i żurawiną w rezerwacie przyrody Dury

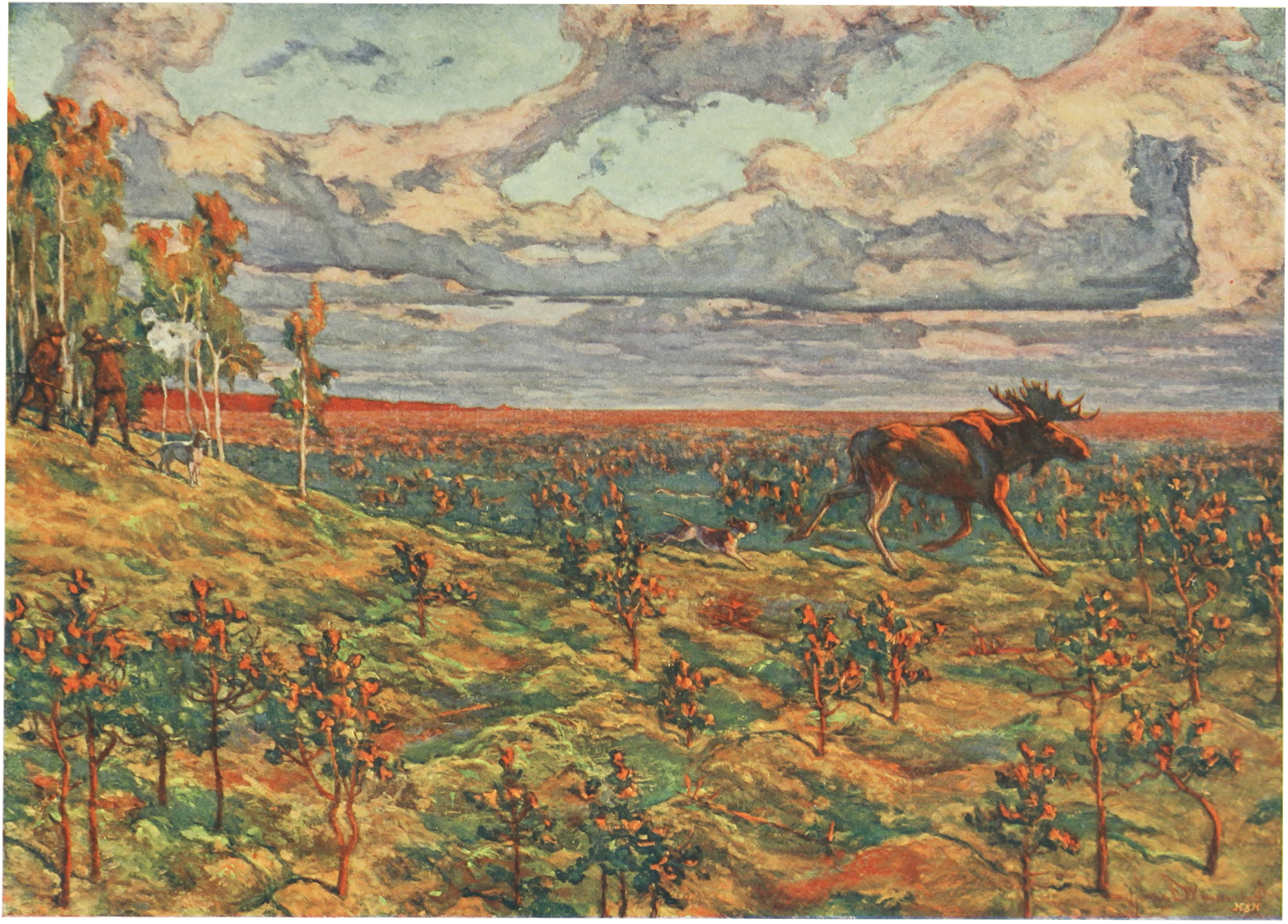
Polowanie na mszarach, ilustracja Henryka Weyssenhoffa do powieści Soból i panna, 1913

Mszar – niski, zabagniony i bezodpływowy obszar uzależniony od wód opadowych, porośnięty ubogą roślinnością: mszakami, krzewinkami i karłowatymi drzewami. To także zbiorowisko roślinne budowane głównie przez torfotwórcze gatunki torfowców z udziałem krzewinek z rodziny wrzosowatych: żurawiny i bagna zwyczajnego oraz roślin zielnych: wełnianki pochwowatej, rosiczki okrągłolistnej.
Mszary występują na mokrych, ubogich i bardzo kwaśnych torfowych glebach. Są to zanikające zbiorowiska roślinne z powodu nadmiernego osuszania terenów i eksploatacji torfu.

## Status syntaksonomiczny
W syntaksonomii nazwa mszary bywa utożsamiana ze zbiorowiskami z rzędu Sphagnetalia magellanici. Rzadziej bywa stosowana do innych zbiorowisk torfowisk wysokich i przejściowych (pozostałe z klasy Oxycocco-Sphagnetea oraz z rzędu Scheuchzerietalia palustris).

## Fauna
- mszarnik jutta
- pardwa mszarna
- puszczyk mszarny
- pierwomrówka mszarnica

## Rezerwaty przyrody
- Rezerwat przyrody Mszar w Olsztynie
- Rezerwat przyrody Mszar nad Jeziorem Mnich
- Rezerwat przyrody Mszar Płociczno
- Rezerwat przyrody Mszar Bogdaniec
- Rezerwat przyrody Mszar Przygiełkowy – Długie im. Huberta Jurczyszyna
- Rezerwat przyrody Mszar Pogorzelski